# Schutblad (plant)

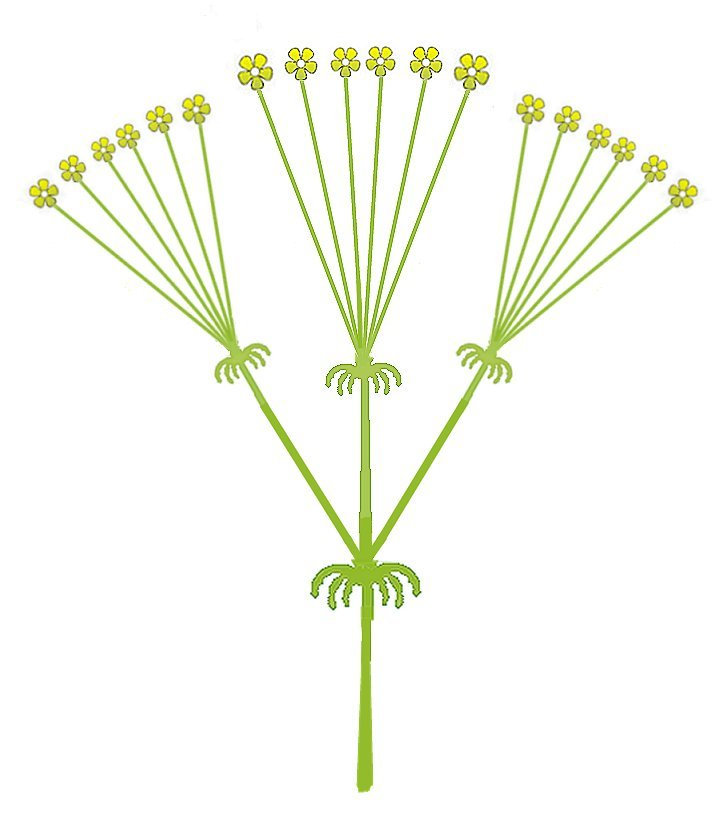
Bracteeën bij een samengesteld scherm

Een schutblad is een blad direct onder een bloem of bloeiwijze en staat in de oksel van die bloem of bloeiwijze. Deze bladeren zijn vaak vervormd of verkleind (gereduceerd). Tussen het schutblad en de kelk kan ook nog een blad zitten, dat een bracteool wordt genoemd. Als er een schijnbare verschuiving is opgetreden van de steel van bloem of bloeiwijze ten opzichte van het schutblad, heet dat metatopie. Dit verschijnsel is waarneembaar bij onder andere de nachtschadefamilie.

## Specifieke schutbladen

### Borstel
Tot borstels omgevormde schutblaadjes zijn te vinden bij onder andere eenarig wollegras en andere cypergrassen.

### Bractee
De schutbladen aan de voet van de hoofdas en van de zijassen van een scherm of andere vertakte bloeiwijzen worden bracteeën genoemd.

### Calyculus
Een calyculus:
- een komvormige structuur gevormd uit schutbladen die lijken op een buitenste kelk.
- bij sommige composieten een cirkel van schutbladeren onder het omwindsel.

### Cladoprofyllum
Een cladoprofyllum is een klein, tuitvormig, vliezig voorblad (catafyl), dat om de basis van de steel (rachis) van de aar van sommige zeggen en bij Scirpus-soorten zit.

### Involucrum
Een involucrum bestaat uit schutbladen, die in een krans of spiraal staan.
Bij de composieten vormen ze het omwindsel. De vlezige schutbladeren van de gesloten bloemknop van de artisjok worden als groente gegeten.
Bij de wolfsmelk omgeeft het involucrum de schijnbloemen in een cyathium (type bloeiwijze).

### Lemma en palea
Het onderste schutblaadje onder de bloemen bij de Grassenfamilie wordt het lemma (onderste kroonkafje) genoemd. Het bovenste kroonkafje heet palea. Onder aan het aartje zijn nog twee kelkkafjes te vinden.

### Spatha
Een spatha is het schutblad van een spadix of bloeikolf (een verdikte bloeias van een bloeiwijze).

### Stroschub
Een stroschub is een vliezig schutblaadje aan de voet van elk bloempje in het bloemhoofdje van sommige composieten, zoals bij de gele kamille en valse kamille.

### Urntje
Het urntje of perigynium is een soort schutblaadje dat geheel om de vrucht zit en voorkomt bij de zeggesoorten.

## Kleur schutblad
Een schutblad kan niet alleen veel verschillende vormen hebben, maar kan ook een van groen afwijkende kleur hebben en dan veel op een bloemblad lijken. Bij kerstster zijn de gekleurde bladeren de schutbladeren.

## Galerij

Schutbladen van bloemen
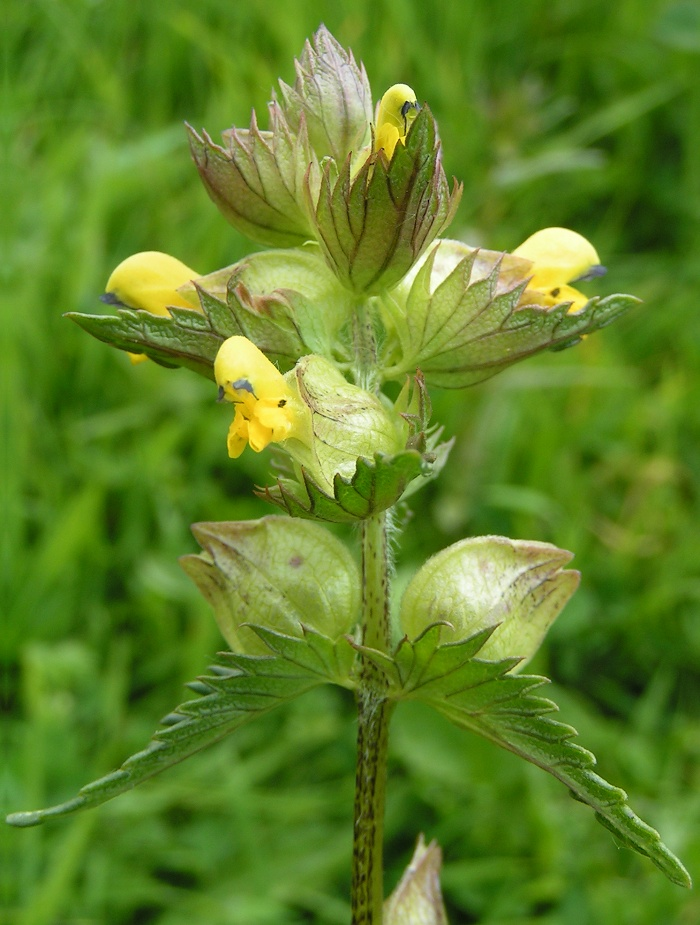
Schutbladen van de kleine ratelaar
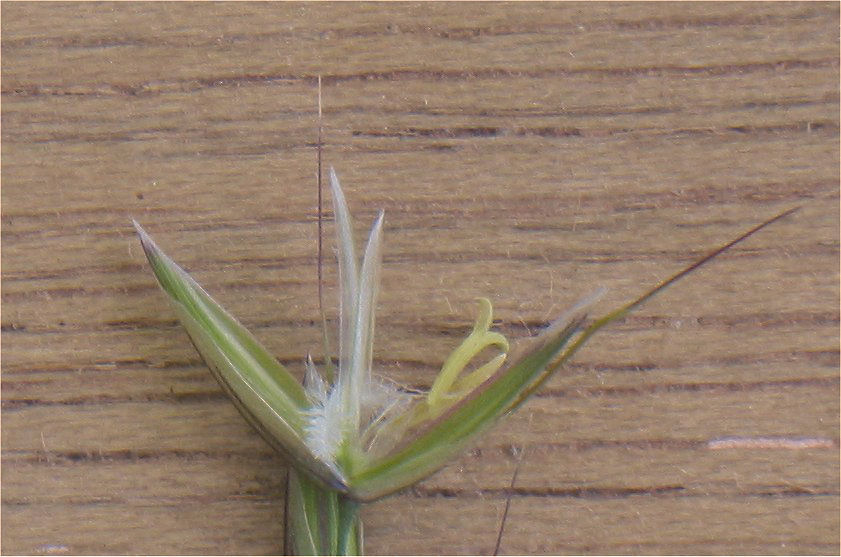
Lemma bij het aartje van glanshaver; het opstaande lichtgrijze blaadje rechts is het lemma
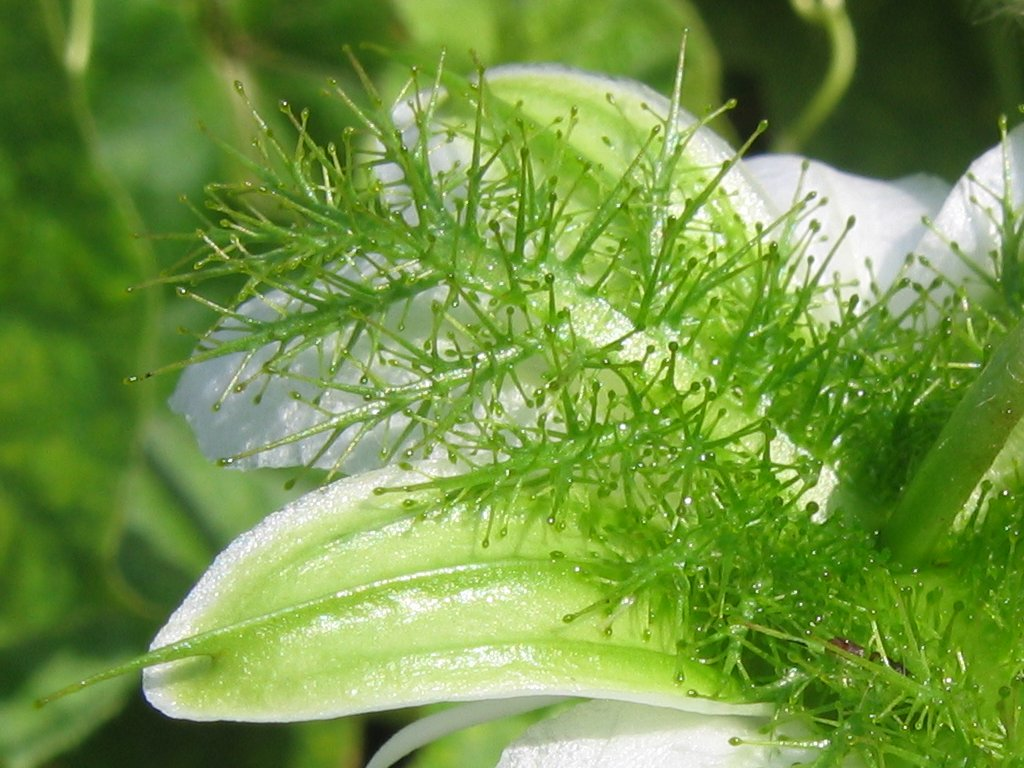
Stekelige, gekleurde schutbladeren, die de bloem omgeven (Passiflora foetida)
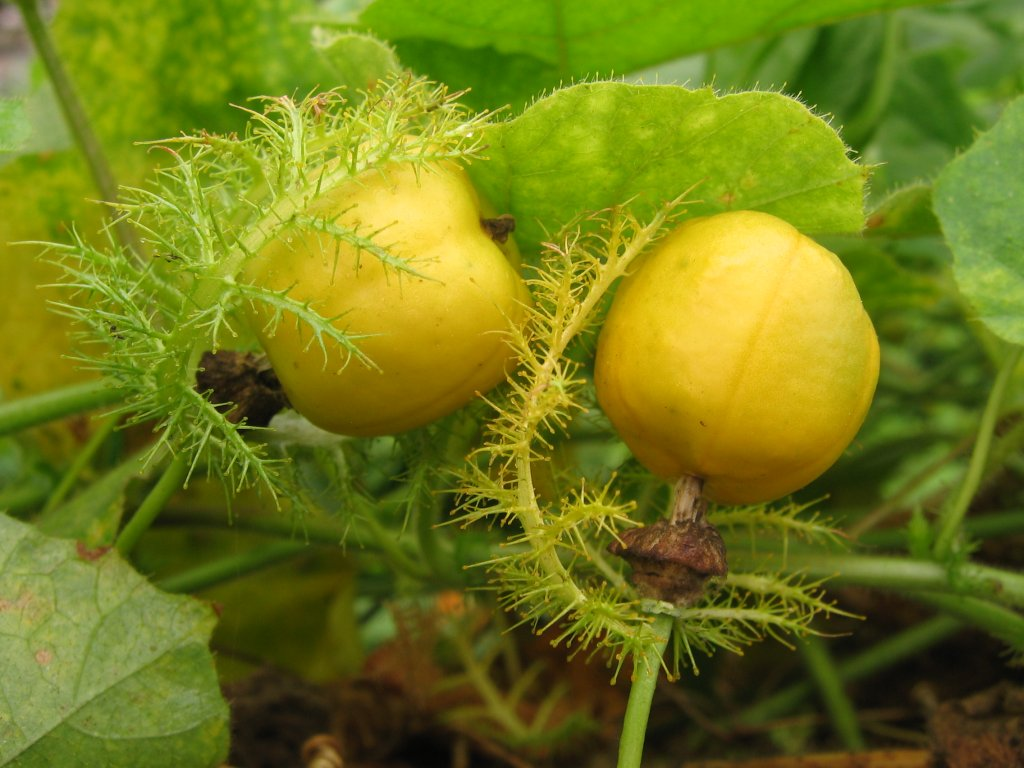
Vruchten omringd door stekelige, gekleurde schutbladeren (Passiflora foetida)
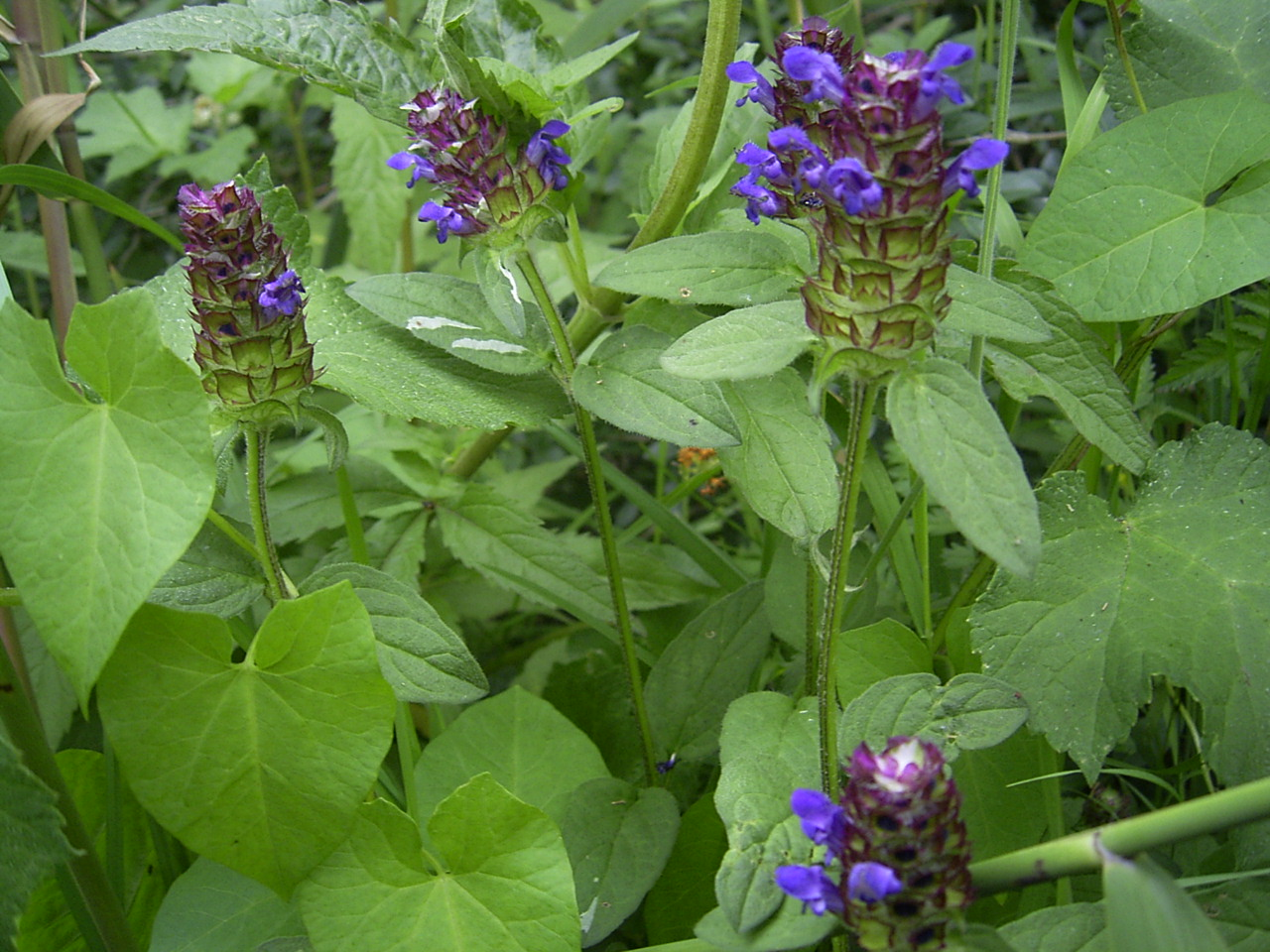
Schutbladen bij gewone brunel
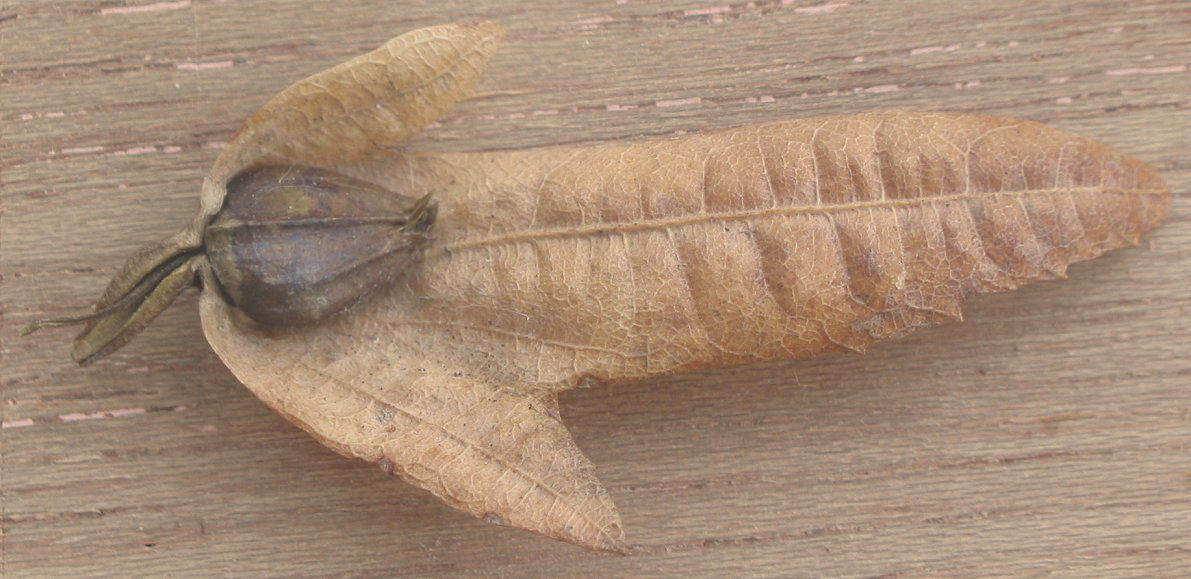
Haagbeuk vrucht met schutblad
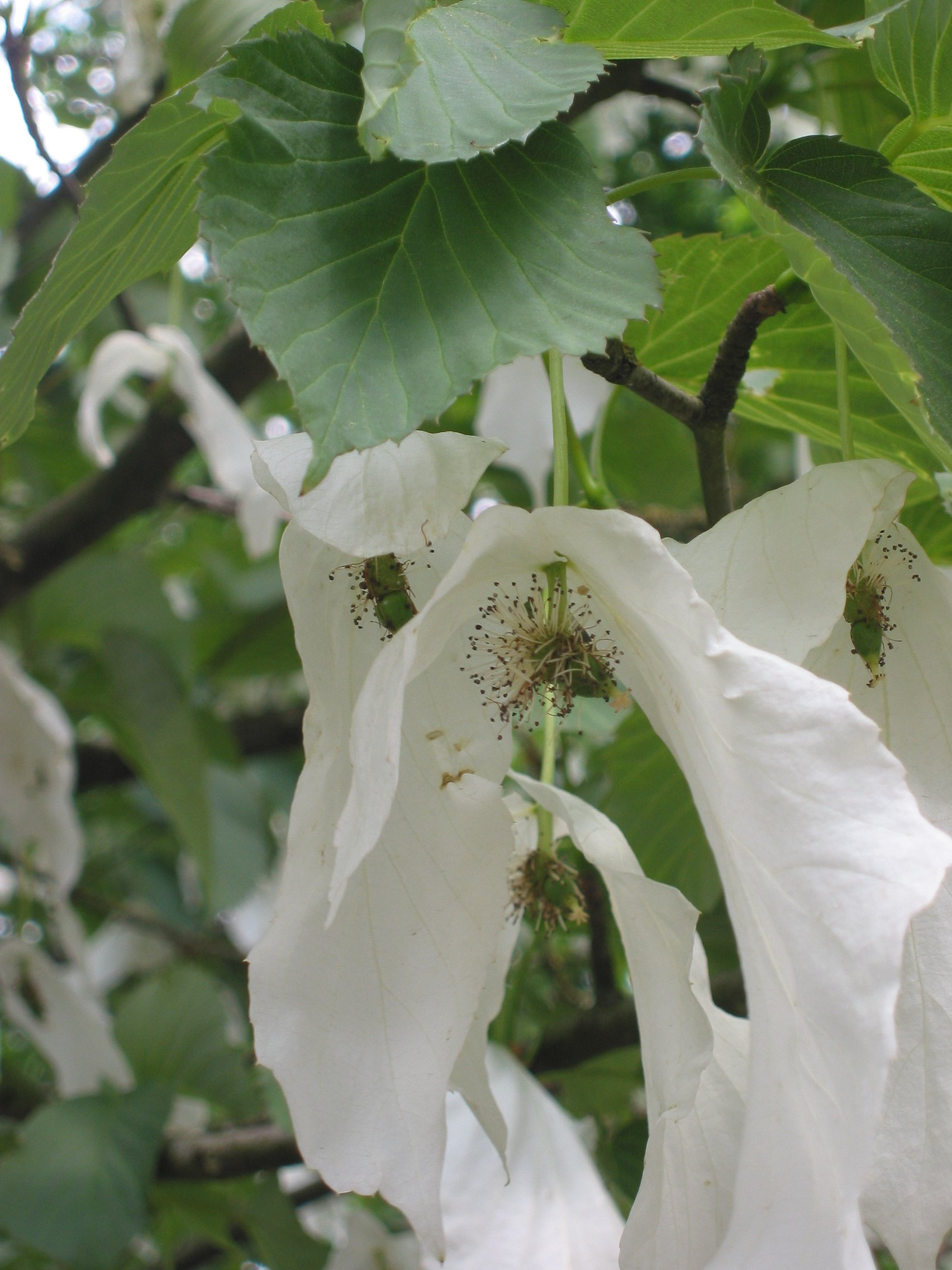
Schutbladen bij de vaantjesboom
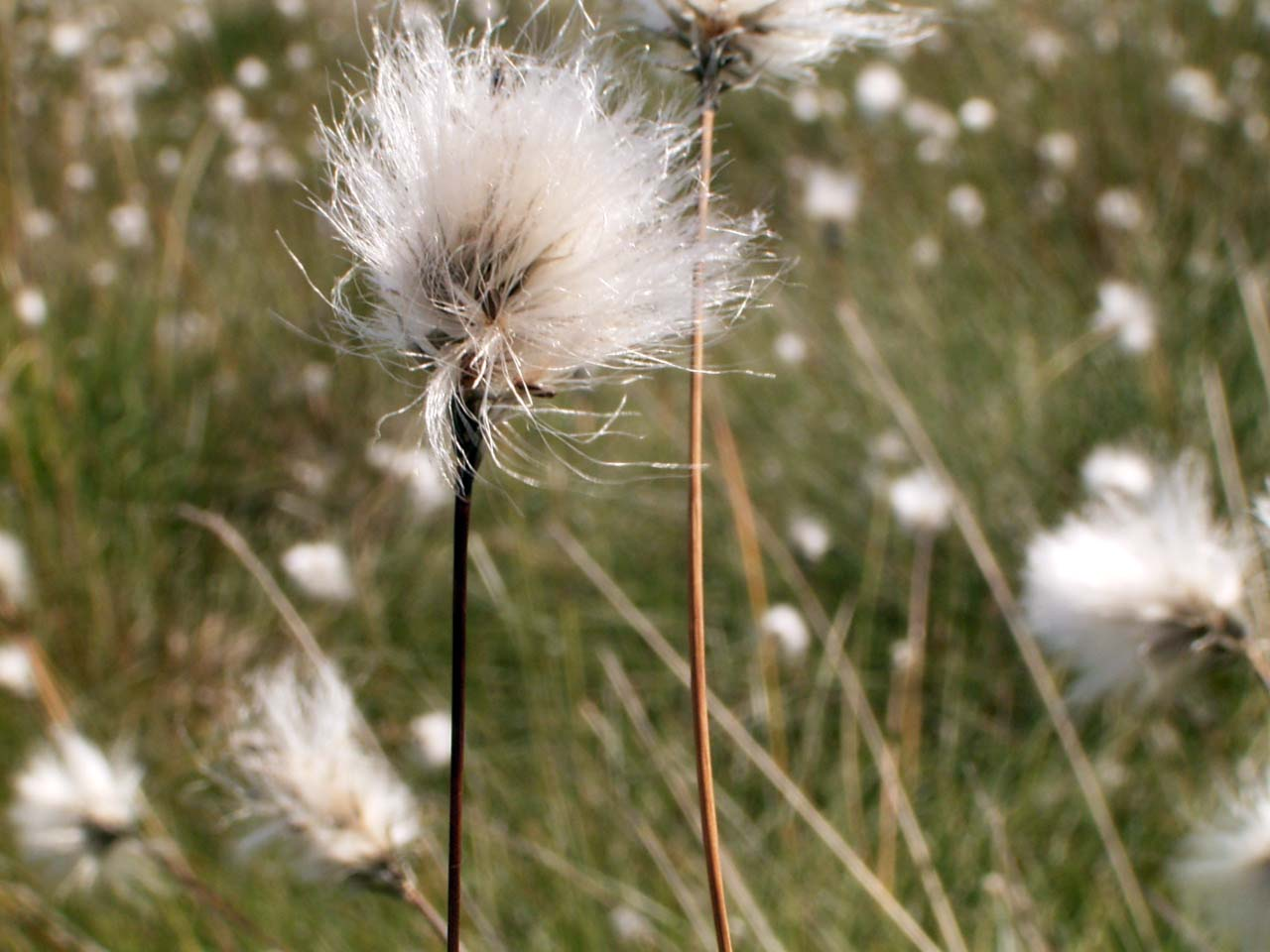
Tot borstels omgevormde schutblaadjes bij Eenarig wollegras
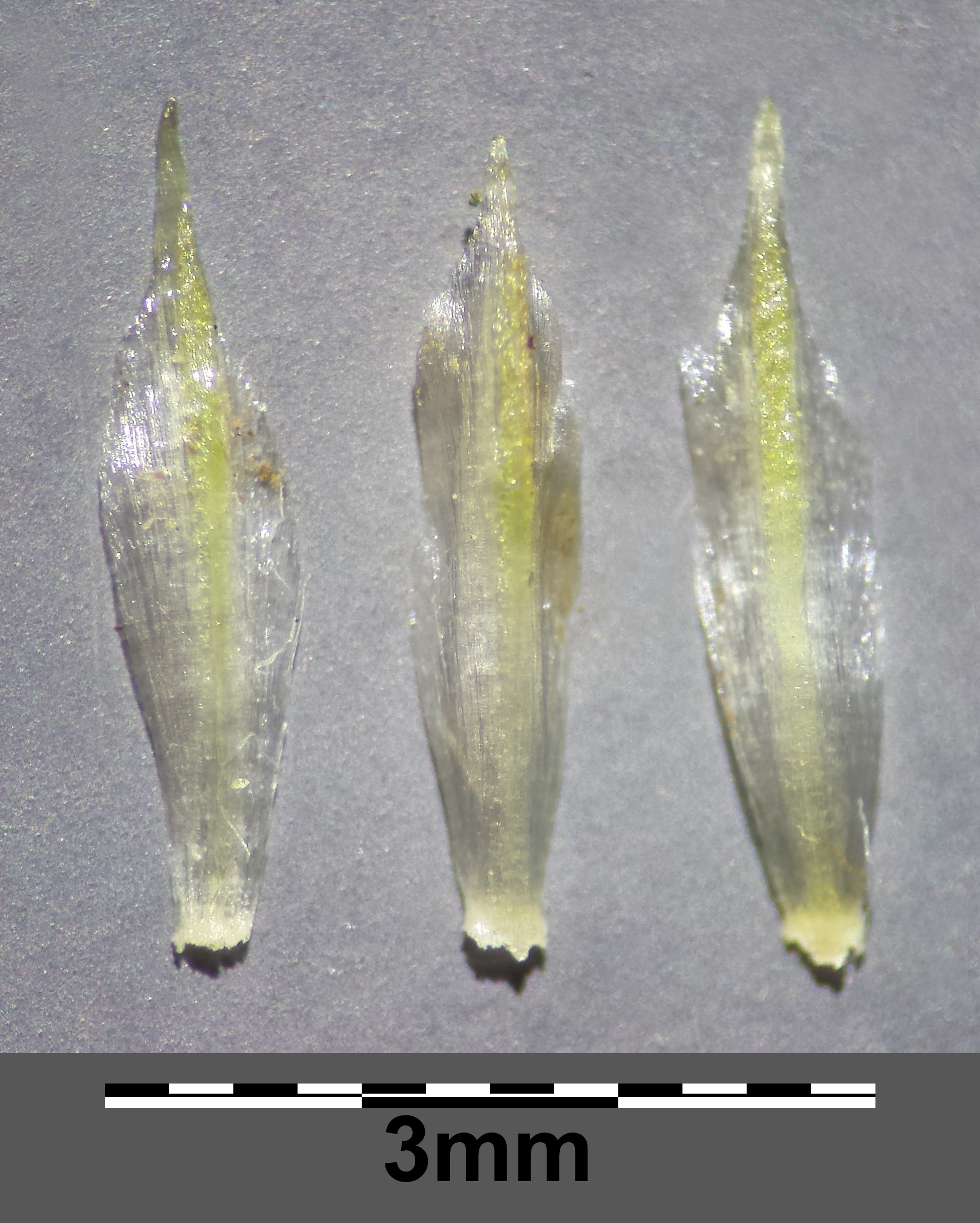
Stroschubben bij valse kamille

Schutbladen en omwindsels van bloeiwijzen
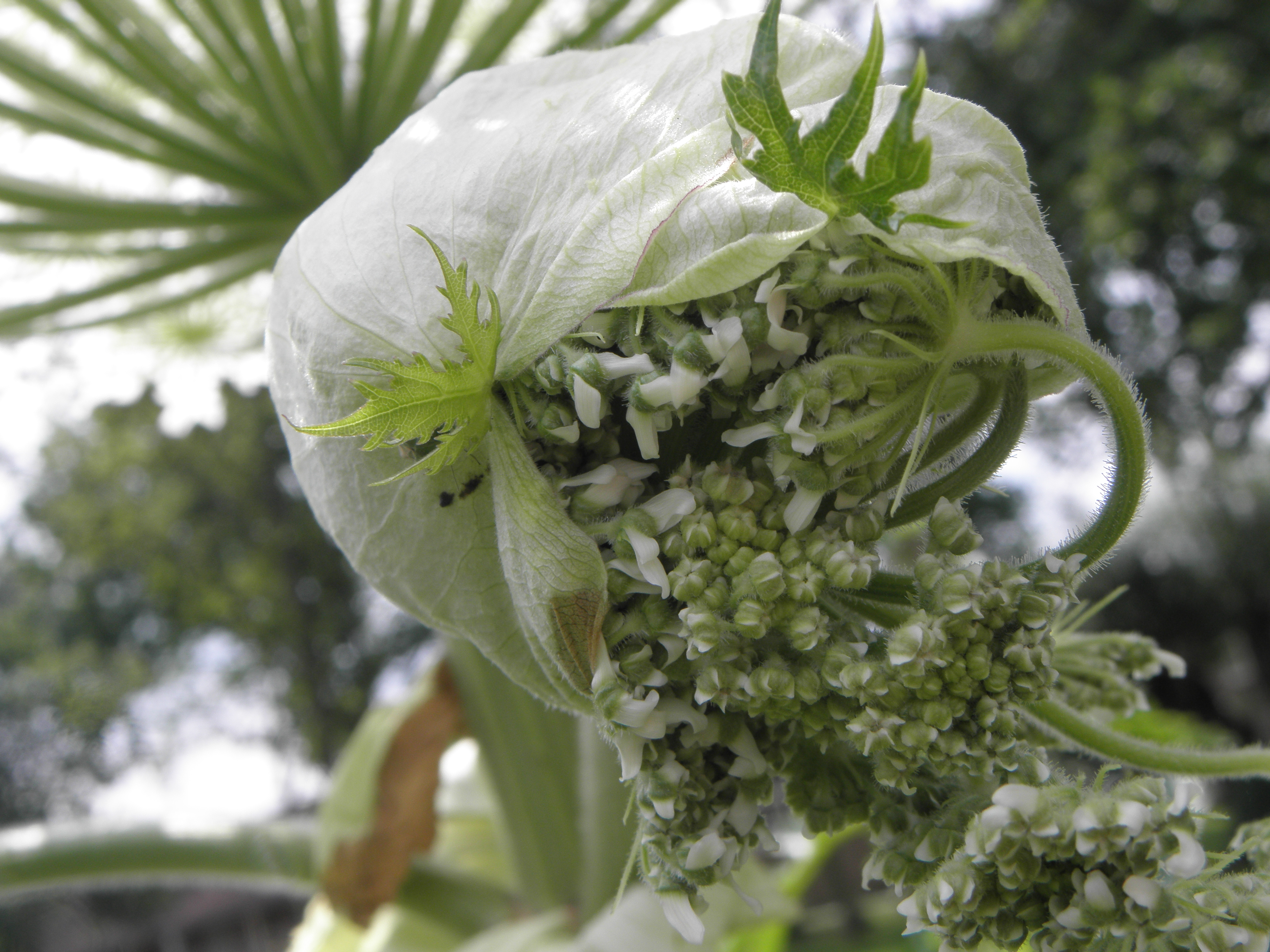
Bracteeën van de reuzenberenklauw
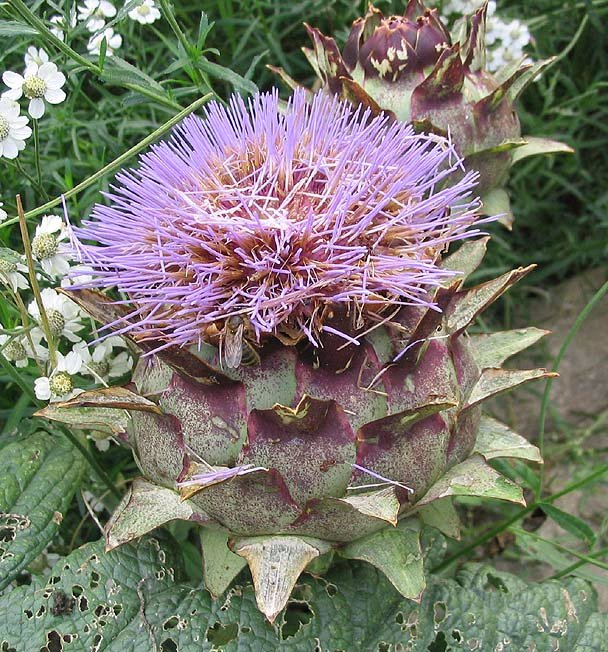
Omwindsel van artisjok
Gekleurde spatha van de lakanthurium
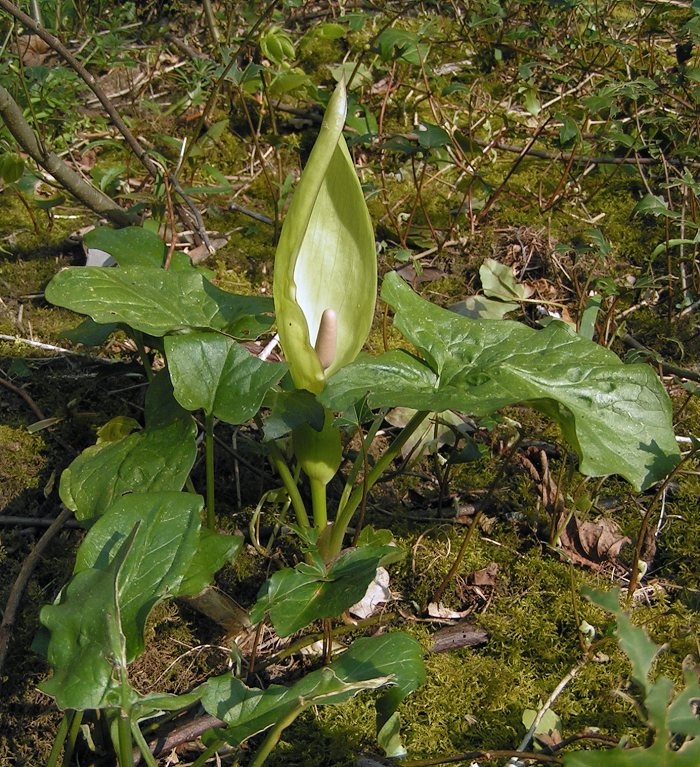
Spatha van Gevlekte Aronskelk
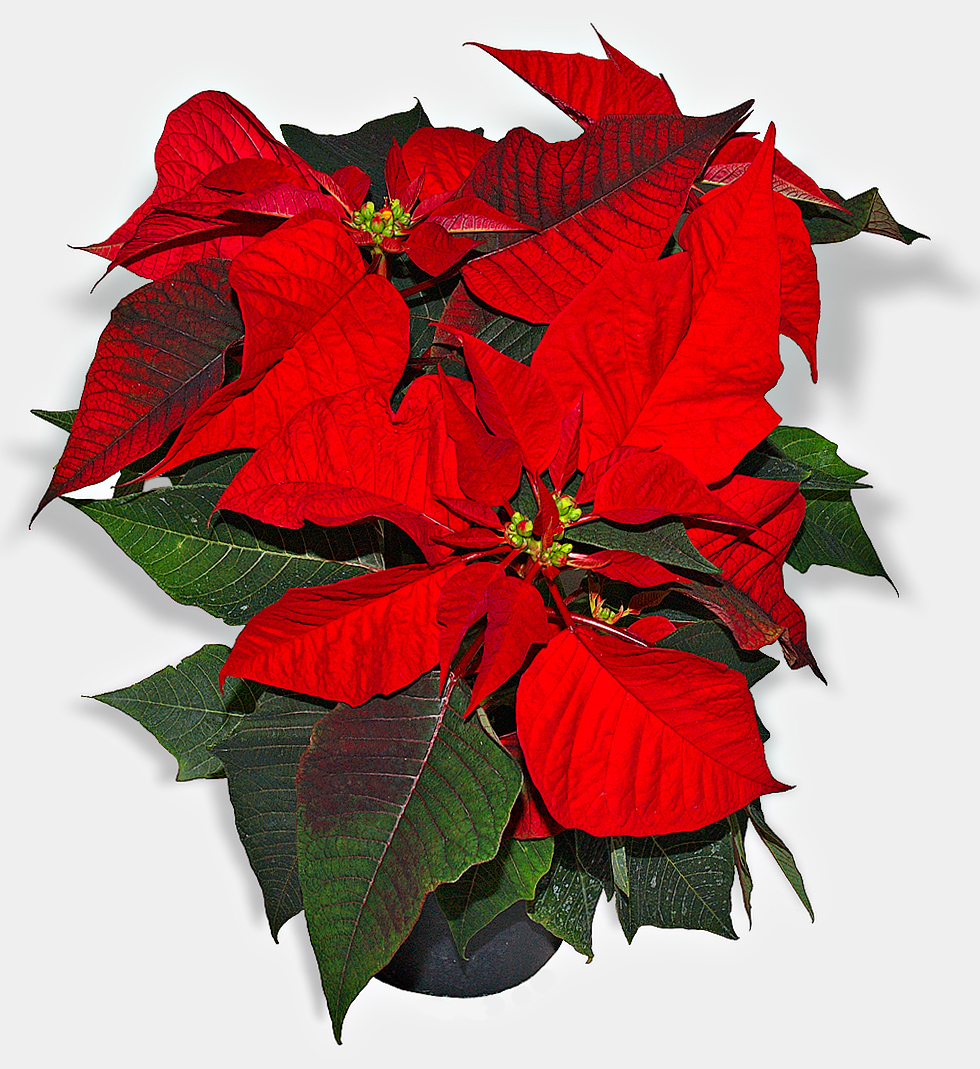
Gekleurde schutbladen van Kerstster
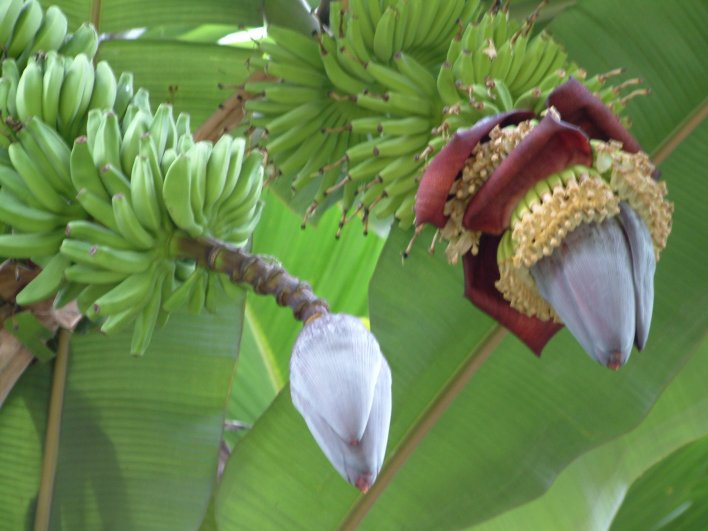
Gekleurde schutbladen bij banaan
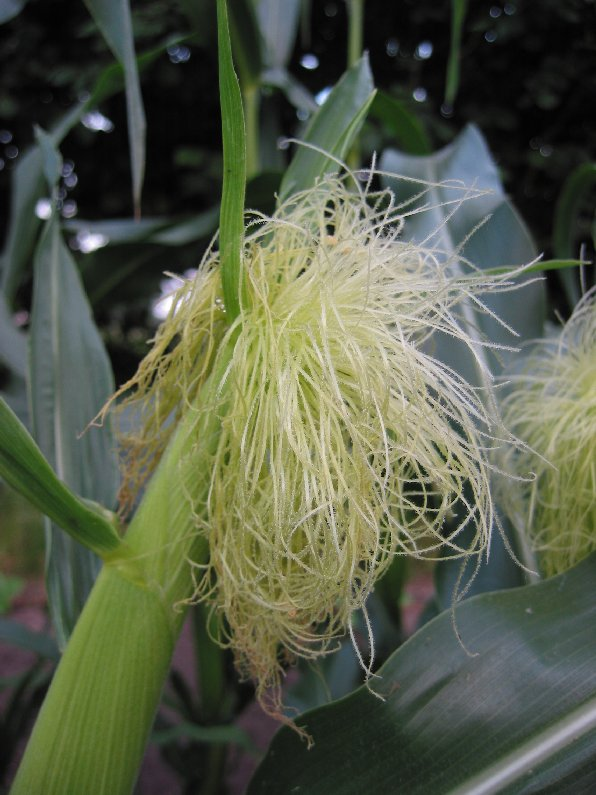
Schutbladen om kolf van suikermais
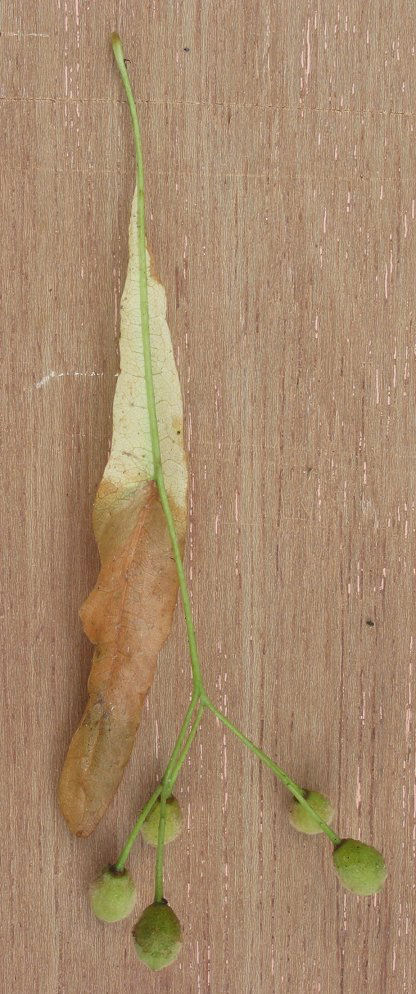
Schutblad bij de Hollandse linde
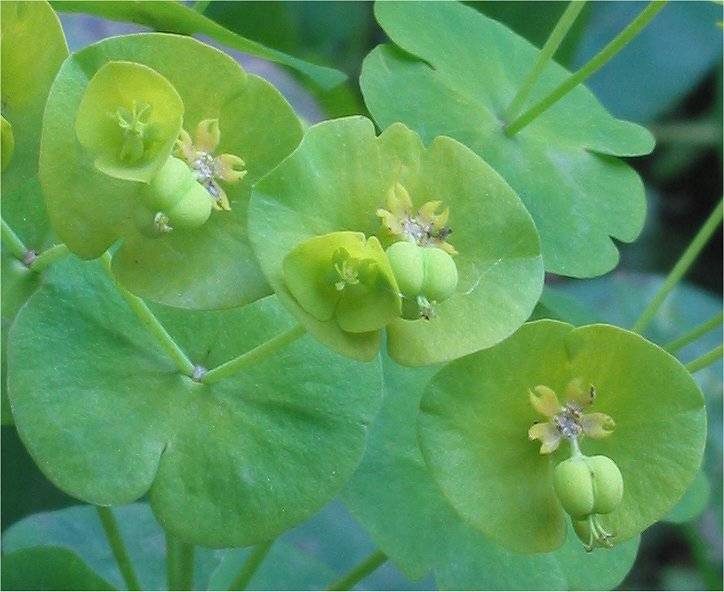
Schutbladen bij de amandelwolfsmelk
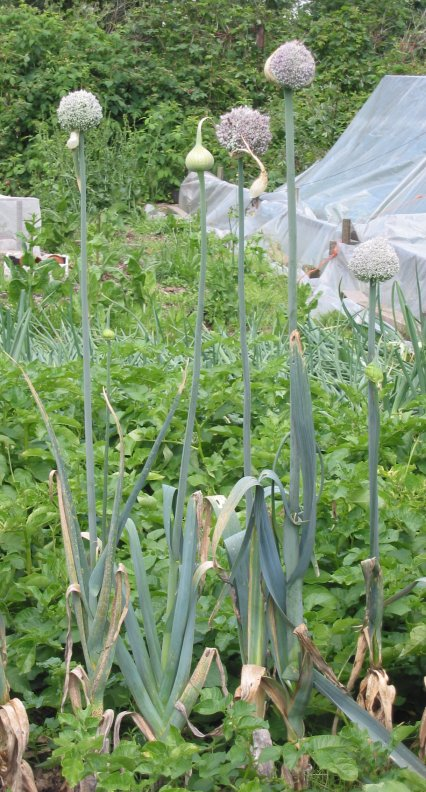
Spatha bij prei